# Tasiocera murina
Tasiocera murina là một loài ruồi trong họ Limoniidae. Chúng phân bố ở miền Cổ bắc.